# Satèl·lits de Saturn
Els satèl·lits de Saturn són nombrosos i diversos, que van des de minúsculs satèl·lits de només desenes de metres d'ample fins a l'enorme Tità, que és més gros que el planeta Mercuri. Hi ha 146 satèl·lits amb òrbites confirmades a partir del 23 de maig de 2023. Aquest nombre no inclou els molts milers de satèl·lits incrustats dins dels seus anells densos, ni els centenars de possibles satèl·lits llunyans de mida d'un quilòmetre que es van veure amb telescopis però no es van recapturar. Set satèl·lits de Saturn són prou grossos per haver-se col·lapsat en una forma el·lipsoïdal relaxada, encara que només una o dues d'aquestes, Tità i possiblement  Rea, actualment es troben en equilibri hidroestàtic. Tres satèl·lits són especialment notables. Tità és el segon satèl·lit més gros del sistema solar (després de Ganímedes de Júpiter), amb una atmosfera semblant a la Terra rica en nitrogen i un paisatge amb xarxes de rius secs i llacs d'hidrocarburs. Encèlad emet raigs de gel des de la seva regió polar sud i està cobert per una capa profunda de neu. Jàpet té hemisferis blancs i negres contrastats.
Dels satèl·lits coneguts, 24 són satèl·lits regulars; tenen òrbites prògrades no molt inclinades al pla equatorial de Saturn. Inclouen els set satèl·lits principals, quatre satèl·lits petits que existeixen en una òrbita troiana amb satèl·lits més grossos, dos satèl·lits coorbitals mútuament i dos satèl·lits que actuen com a pastors de l'estret anell F de Saturn.
Inclouen els set satèl·lits principals, quatre satèl·lits petits que existeixen en una òrbita troiana amb satèl·lits més grossos, dues satèl·lits coorbitals mútuament i dos satèl·lits que actuen com a pastors de l'estret anell F de Saturn. Altres dos satèl·lits regulars coneguts orbiten dins dels buits dels anells de Saturn. El relativament gran Hiperió està bloquejat en una ressonància orbital amb Tità. Els restants satèl·lits regulars orbiten prop de la vora exterior de l'anell A dens, dins de l'anell G difús, i entre els satèl·lits principals Mimas i Encèlad. Els satèl·lits regulars reben tradicionalment el nom de titans i titànides o altres figures associades amb el Saturn mitològic.
Els 122 restants, amb diàmetres mitjans que van des de 2 fins a 213 km, són satèl·lits irregulars, les òrbites dels quals estan molt més allunyades de Saturn, tenen altes inclinacions, i es barregen entre moviments prògrads i retrògrads. Aquests satèl·lits probablement són planetes menors capturats, o fragments de la ruptura per col·lisió d'aquests cossos després de ser capturats, creant famílies de col·lisions. S'espera que Saturn tingui uns 150 satèl·lits irregulars més grossos que 28 quilometres (17 mi) de diàmetre, a més de molts centenars més que són encara més petits. Els satèl·lits irregulars es classifiquen segons les seves característiques orbitals en els grups prògrads inuit i gal i el gran grup nòrdic retrògrad, i els seus noms s'escullen entre les mitologies corresponents (amb el grup gal corresponent a la mitologia celta). L'única excepció és Febe, el novè satèl·lit de Saturn i irregular més gran, descoberta a finals del segle xix; forma part del grup nòrdic però rep el nom d'una titànide grega.
Els anells de Saturn estan formats per objectes de mides que varien des de microscòpics fins a satèl·lits menors de centenars de metres de diàmetre, cadascun en la seva pròpia òrbita al voltant de Saturn. Per tant, no es pot donar un nombre precís de satèl·lits de Saturn, perquè no hi ha cap límit objectiu entre els innombrables petits objectes anònims que formen el sistema d'anells de Saturn i els objectes més grossos que han estat descrits com a satèl·lits. Més de 150 satèl·lits naturals incrustats als anells s'han detectat per la pertorbació que creen en el material dels anells circumdants, tot i que es creu que només és una petita mostra de la població total d'aquests objectes.
Hi ha 83 satèl·lits designats que encara no tenen nom (A maig de 2023); tots menys un (el satèl·lit natural menor designat de l'anell B S/2009 S 1) són irregulars. (Hi ha molts altres satèl·lits d'anells no designats). Si es nomenen, la majoria dels irregulars rebran noms de cèltics, nòrdics i Mitologia inuit basats en l'orbital grup del qual són membres.

## Descobriment

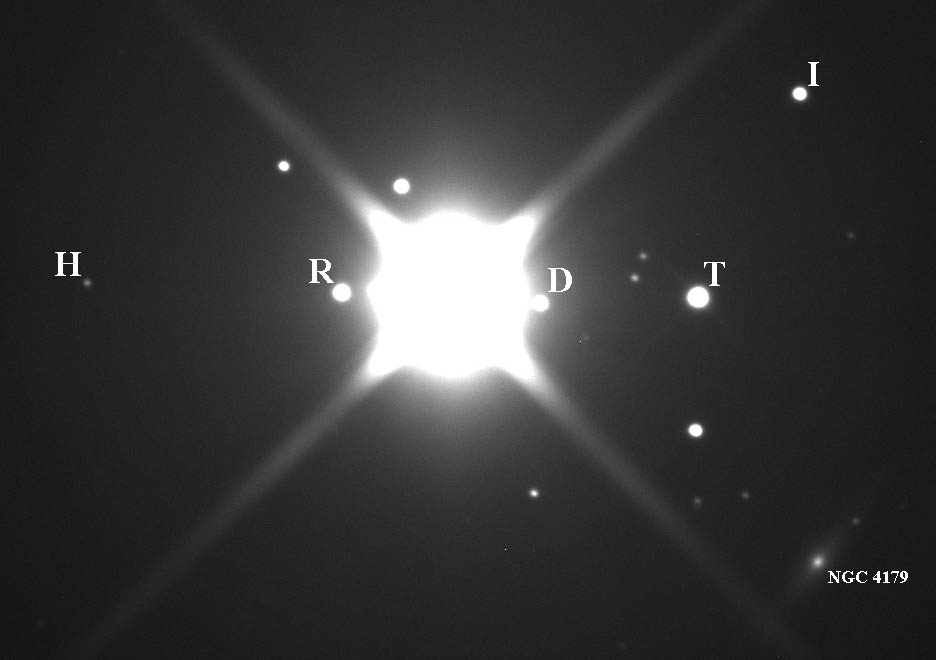
Saturn (sobreexposat) i els satèl·lits Jàpet, Tità, Dione, Hiperió i Rea vistos a través d'un telescopi de 12,5 polzades

### Primeres observacions
Abans de l'arribada de la fotografia telescòpica, vuit satèl·lits de Saturn es van descobrir per observació directa emprant telescopis òptics. El satèl·lit més gros de Saturn, Tità, va ser descobert l'any 1655 per Christiaan Huygens utilitzant una lent d'objectiu de 57 mm en un telescopi refractor dissenyat per ell mateix. Tetis, Dione, Rea i Jàpet (la «Sidera Lodoicea») van ser descoberts entre 1671 i 1684 per Giovanni Domenico Cassini. Mimas i Encèlade van ser descoberts el 1789 per William Herschel. Hiperió va ser descobert el 1848 per W. C. Bond, G. P. Bond i William Lassell.
L'ús de plaques fotogràfiques de llarga exposició va fer possible el descobriment de satèl·lits addicionals. El primer que es va descobrir d'aquesta manera, Febe, va ser trobat l'any 1899 per W. H. Pickering. El 1966, el desè satèl·lit de Saturn va ser descobert per Audouin Dollfus, quan els anells es van observar de cantell prop d'un equinocci. Més tard es va anomenar Janus. Uns anys més tard es va adonar que totes les observacions de 1966 només es podrien explicar si hi hagués estat present un altre satèl·lit i que tenia una òrbita semblant a la de Janus. Aquest objecte se coneix ara com a Epimeteu, l'onzè satèl·lit de Saturn. Comparteix la mateixa òrbita amb Janus, l'únic exemple conegut de coorbitals del Sistema Solar. El 1980, es van descobrir tres satèl·lits saturnians més des del sòl i posteriorment van ser confirmades per les sondes Voyager. Són satèl·lits troians de Dione (Helena) i Tetis (Telesto i Calipso).

### Observacions per naus espacials
Des de llavors, l'estudi dels planetes exteriors ha estat revolucionat amb l'ús de sondes espacials sense tripulació. L'arribada de la sonda Voyager a Saturn el 1980-1981 va donar lloc al descobriment de tres satèl·lits addicionals: Atles, Prometeu i Pandora, amb la qual cosa el total n'era de 17. A més, es va confirmar que Epimeteu era diferent de Janus. El 1990, Pan va ser descobert a les imatges d'arxiu de la Voyager.
La missió Cassini, que va arribar a Saturn l'estiu de 2004, va descobrir inicialment tres petits satèl·lits interiors: Metone i Pal·lene entre Mimas i Encèlad, i la segona satèl·lit troià de Dione. – Pòl·lux. També va observar tres satèl·lits sospitosos però no confirmades a l'Anell F. Al novembre de 2004, els científics de Cassini van anunciar que l'estructura dels anells de Saturn indica la presència de diversos satèl·lits més que orbiten dins dels anells, encara que només un, Dafnis, s'havia confirmat visualment en aquell moment. El 2007 es va anunciar Antea. El 2008 es va informar que les observacions de Cassini d'un esgotament d'electrons energètics a la magnetosfera de Saturn prop de Rea podrien ser la signatura d'un sistema d'anells tènues al voltant del segon satèl·lit més gros de Saturn. El març de 2009, es va anunciar Egeó, un satèl·lit dins de l'anell G. El juliol del mateix any, es va observar S/2009 S 1, el primer satèl·lit dins l'anell B. L'abril de 2014 es va informar del possible inici d'un nou satèl·lit natural, dins de l'Anell A. (imatge relacionada)

## Satèl·lits exteriors

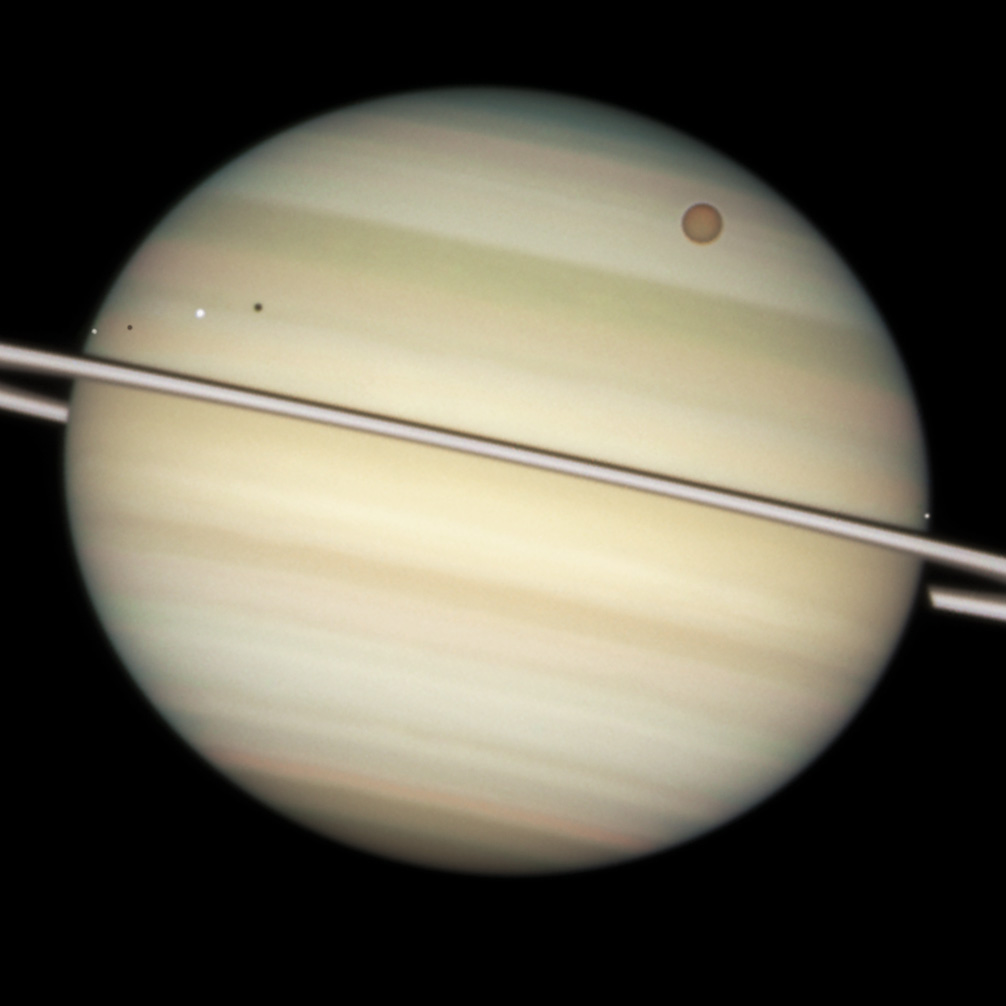
Trànsit quàdruple Saturn-satèl·lit natural capturat pel telescopi espacial Hubble

L'estudi de les llunes de Saturn també s'ha vist ajudat pels avenços en la instrumentació dels telescopis, principalment la introducció de dispositius digitals acoblats de càrrega que van substituir les plaques fotogràfiques. Durant el segle xx, Febe es va quedar sol entre els satèl·lits coneguts de Saturn amb la seva òrbita molt irregular. Després, l'any 2000, es van descobrir tres dotzenes de satèl·lits irregulars addicionals mitjançant telescopis terrestres. Un rastreig que va començar a finals de l'any 2000 amb tres telescopis de mida mitjana va trobar tretze nous satèl·lits orbitant Saturn a gran distància, en òrbites excèntriques, que estan molt inclinats tant cap a l'equador de Saturn com de l'eclíptica. Probablement són fragments de cossos més grossos capturats per l'atracció gravitatòria de Saturn. El 2005, els astrònoms que utilitzaven l'Observatori Mauna Kea van anunciar el descobriment de dotze satèl·lits exteriors més petits, el 2006, els astrònoms que utilitzaven el telescopi Subaru 8,2 m van informar del descobriment de nou satèl·lits irregulars més, l'abril de 2007 es va anunciar Tarqeq (S/2007 S 1) i el maig del mateix any es va informar l'S/2007 S 2 i l'S/2007 S 3. El 2019, es van informar vint nous satèl·lits irregulars de Saturn, com a resultat, Saturn va superar Júpiter com el planeta amb els satèl·lits més coneguts per primera vegada des de l'any 2000.
El 2019, els investigadors Edward Ashton, Brett Gladman i Matthew Beaudoin van realitzar un rastreig de l'esfera del turó de Saturn mitjançant el telescopi Canadà-França-Hawaii de 3,6 metres i van descobrir uns 80 satèl·lits irregulars de Saturn. Les observacions de seguiment d'aquests nous satèl·lits van tenir lloc durant el període 2019-2021, i finalment es va anunciar S/2019 S 1 el novembre de 2021 i 62 satèl·lits addicionals del 3 al 16 de maig de 2023. Aquests descobriments van portar el nombre total de satèl·lits confirmats de Saturn a 145, convertint-lo en el primer planeta conegut que té més de 100 satèl·lits. Encara una altra lluna, S/2006 S 20, es va anunciar el 23 de maig de 2023, fent que el nombre total de satèl·lits de Saturn sigui de 146. Totes aquests nous satèl·lits són petits i febles, amb diàmetres superiors a 3 quilometres (2 mi) i magnituds aparents de 25-27. Els investigadors van trobar que la població de llunes irregulars de Saturn és més abundant a mides més petites, cosa que suggereix que probablement són fragments d'una col·lisió que va tenir lloc fa uns centenars de milions d'anys. Els investigadors van extrapolar que la població real de llunes irregulars de Saturn amb un diàmetre de més de 28 quilometres (17 mi) ascendeix a 150±30, que és aproximadament el triple de la quantitat joviana. llunes irregulars de la mateixa mida. Si aquesta distribució de mida s'aplica a diàmetres encara més petits, Saturn tindria intrínsecament llunes més irregulars que Júpiter.

## Grups orbitals
Els satèl·lits de Saturn es poden dividir en deu grups segons les seves característiques orbitals. La majoria dels satèl·lits, com Pan i Dafne, orbiten dins el sistema d'anell de Saturn i tenen períodes orbitals només una mica més llargs que el període de rotació del planeta. Els satèl·lits més interiors i la majoria dels satèl·lits regulars tenen una inclinació orbital que varia des de menys d'un grau fins als 1,5 graus (excepte Jàpet, que té una inclinació de 7,57 graus) i unes excentricitats orbitals petites. Per altra banda, els satèl·lits irregulars de les regions més externes del sistema de satèl·lits de Saturn, i en particular el grup nòrdic, tenen uns radis orbitals de milions de quilòmetres i períodes orbitals d'anys. A més, els satèl·lits del grup nòrdic orbiten en sentit oposat a la rotació de Saturn.

### Satèl·lits dels anells

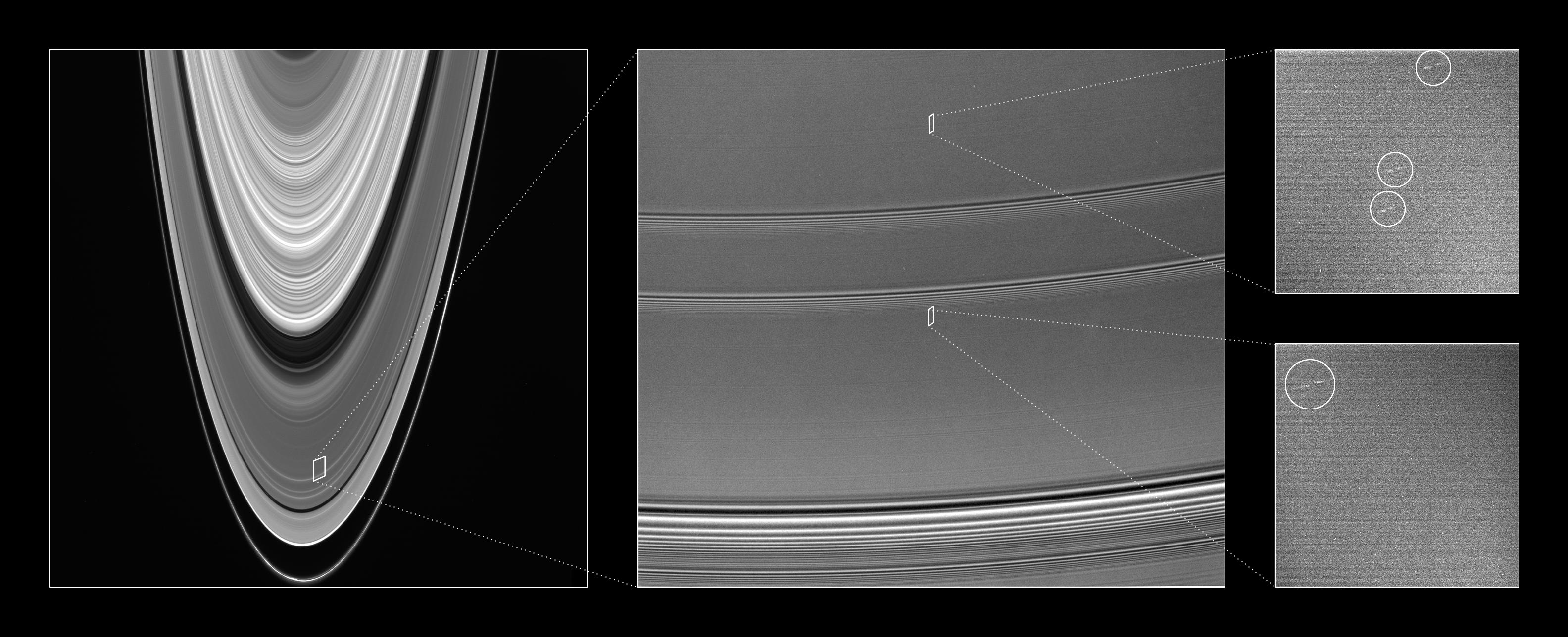
Quatre objectes identificats dins l'anell A per la sonda Cassini

El 2006, s'identificaren quatre objectes en les imatges preses per la sonda Cassini a l'anell A. Contràriament als satèl·lits Pan i Dafne, que són prou massius per a netejar l'espai que els envolta i crear una divisió, aquests objectes pertorben l'anell només una desena de quilòmetres davant i darrere de la seva òrbita. D'aquesta manera, apareixen com dues línies brillants a la superfície de l'anell. Aquests objectes, se'ls anomena en anglès propeller ('hèlix'), perquè la seva petja sembla una hèlix de dues pales.
El 2007, s'havien observat 150 objectes d'aquest tipus. Tots situats dins les tres bandes estretes de l'anell A entre els 126.750 km i els 132.000 km del centre de Saturn. Cada banda té una amplada d'uns 1.000 km (menys d'1% de l'amplada total dels anells). Aquestes regions són relativament lliures de pertorbacions lligades a ressonàncies amb altres satèl·lits, tot i que altres regions amb poques pertorbacions no contenen satèl·lits. Aquests satèl·lits són probablement residus de la dislocació d'un satèl·lit més gros. S'estima que existeixen de 7.000 a 8.000 propellers de més de 800 m a l'anell A, i milions de més de 250 m.
Objectes similars podrien existir a l'anell F. En aquest anell, hi ha dolls de matèria que podrien haver estar generats per col·lisions entre satèl·lits petits i el centre de l'anell F, possiblement produïdes per la presència propera de Prometeu. Uns dels satèl·lits més grossos de l'anell F seria S/2004 S 6, encara sense confirmar. L'anell F conté espirals de matèria, que podrien ser degudes a objectes encara més petits (al voltant d'1 km de diàmetre), que orbitarien prop de l'anell F.
El 2009, s'anuncià el descobriment d'Egeó a l'anell G, entre Janus i Mimas. La seva òrbita està en ressonància 7:6 amb Mimas, és a dir, Egeó fa set voltes al voltant de Saturn mentre Mimas en fa sis. Egeó és un dels objectes més grossos de l'anell, amb al voltant de 500 m, cosa que suggereix que n'és una de les principals fonts de materials.
Posteriorment, el juny del 2009, es descobrí S/2009 S 1 a l'anell B. Aquest satèl·lit fou descobert per l'ombra que projecta sobre l'anell. El seu diàmetre estimat és d'uns 300 m. A diferència dels satèl·lits de l'anell A, no crea pertorbacions en forma d'hèlix, probablement perquè l'anell B és més dens.

### Satèl·lits pastors

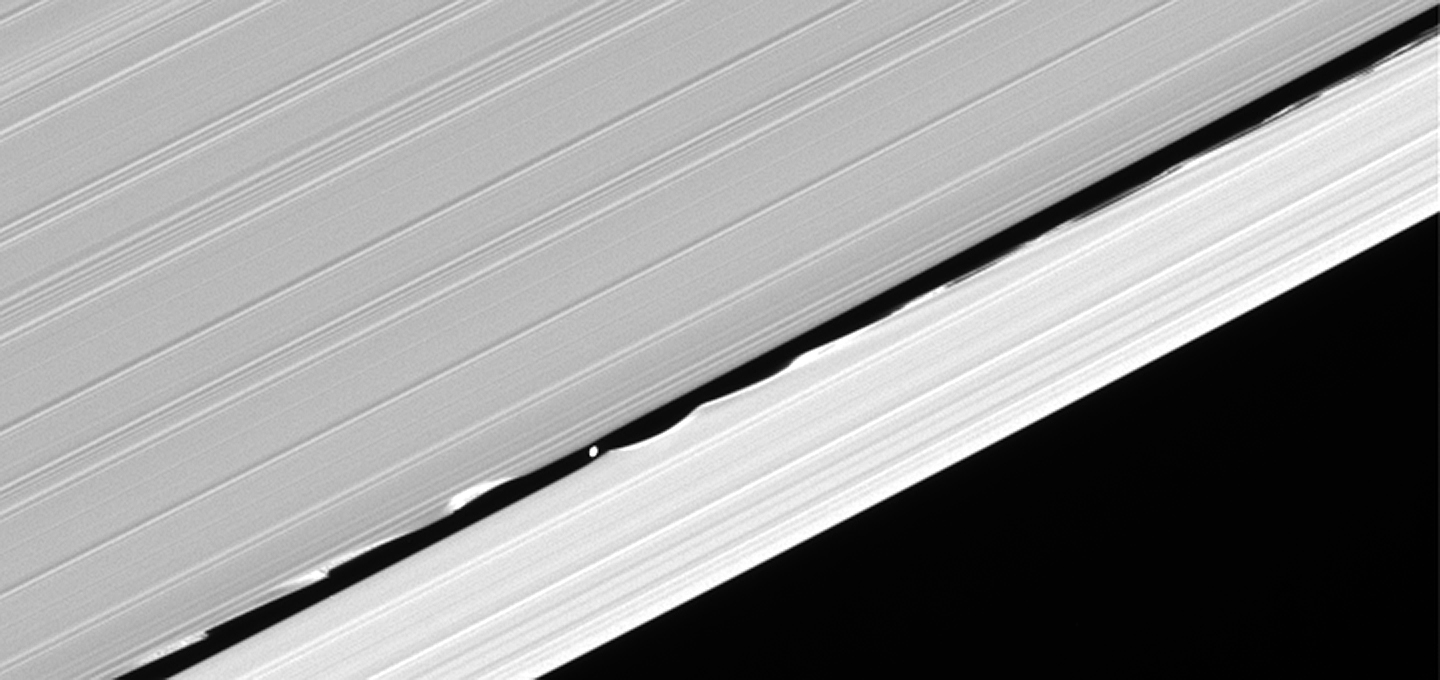
En passar Dafne per la divisió de Keeler provoca onades en les vores de l'anell A

Els satèl·lits pastors són petits satèl·lits que orbiten dins, o just per sobre, del sistema d'anells d'un planeta. Tenen la propietat de modelar els anells, donant forma a les vores, i creant divisions entre els anells. Els satèl·lits pastors de Saturn són Pan (divisió d'Encke), Dafne (divisió de Keeler), Atles (anell A), Prometeu (anell F) i Pandora (anell F). Aquests satèl·lits juntament amb els coorbitals es formaren probablement per acreció de material friable de l'anell sobre nuclis massius i densos preexistents. Els nuclis tindrien una mida entre un terç fins a una meitat dels satèl·lits actuals; podrien ser les deixalles de la desintegració de satèl·lits més antics.

### Satèl·lits coorbitals

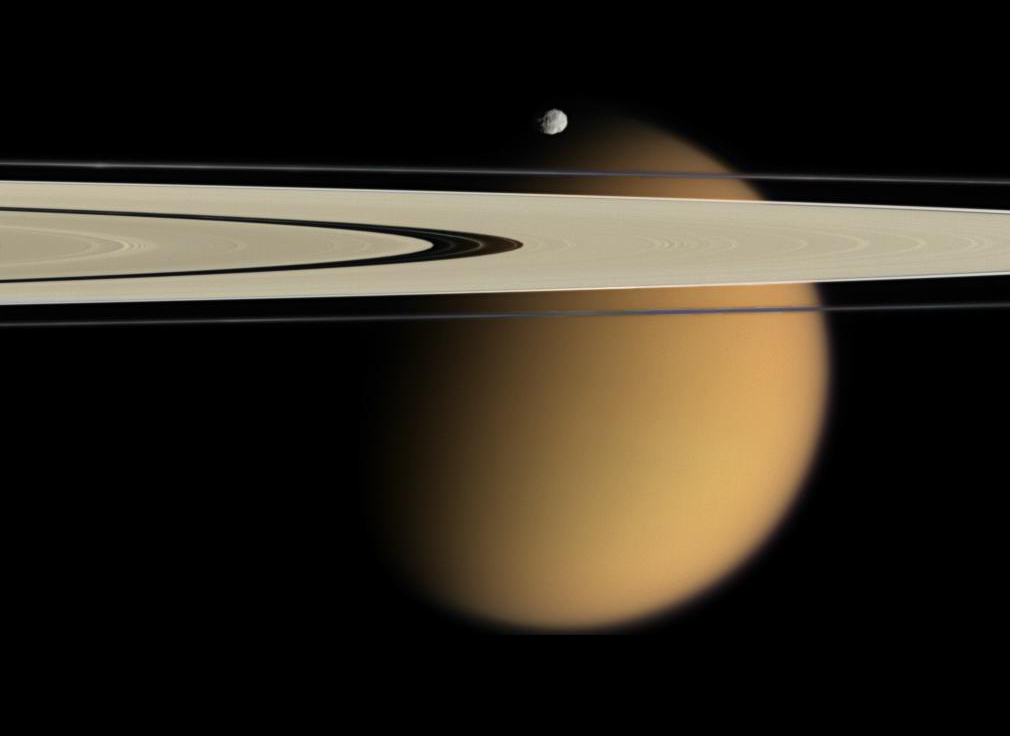
Epimeteu davant de Tità

Janus i Epimeteu s'anomenen satèl·lits coorbitals. Tenen aproximadament la mateixa mida, tot i que Janus és una mica més gran que Epimeteu. Janus i Epimeteu tenen òrbites amb només un pocs quilòmetres de diferència en els semieixos majors, tan propers que podrien col·lidir. Però, en comptes de col·lidir, la seva interacció gravitacional provoca que canviïn les seves òrbites cada quatre anys, és a dir, els dos satèl·lits s'aproximen l'un a l'altre, la gravetat accelera el que hi ha al darrere, que es troba en una òrbita més alta; el de davant s'alenteix i es troba per sota; d'aquesta manera, els satèl·lits intercanvien les seves òrbites.

### Grans satèl·lits interiors

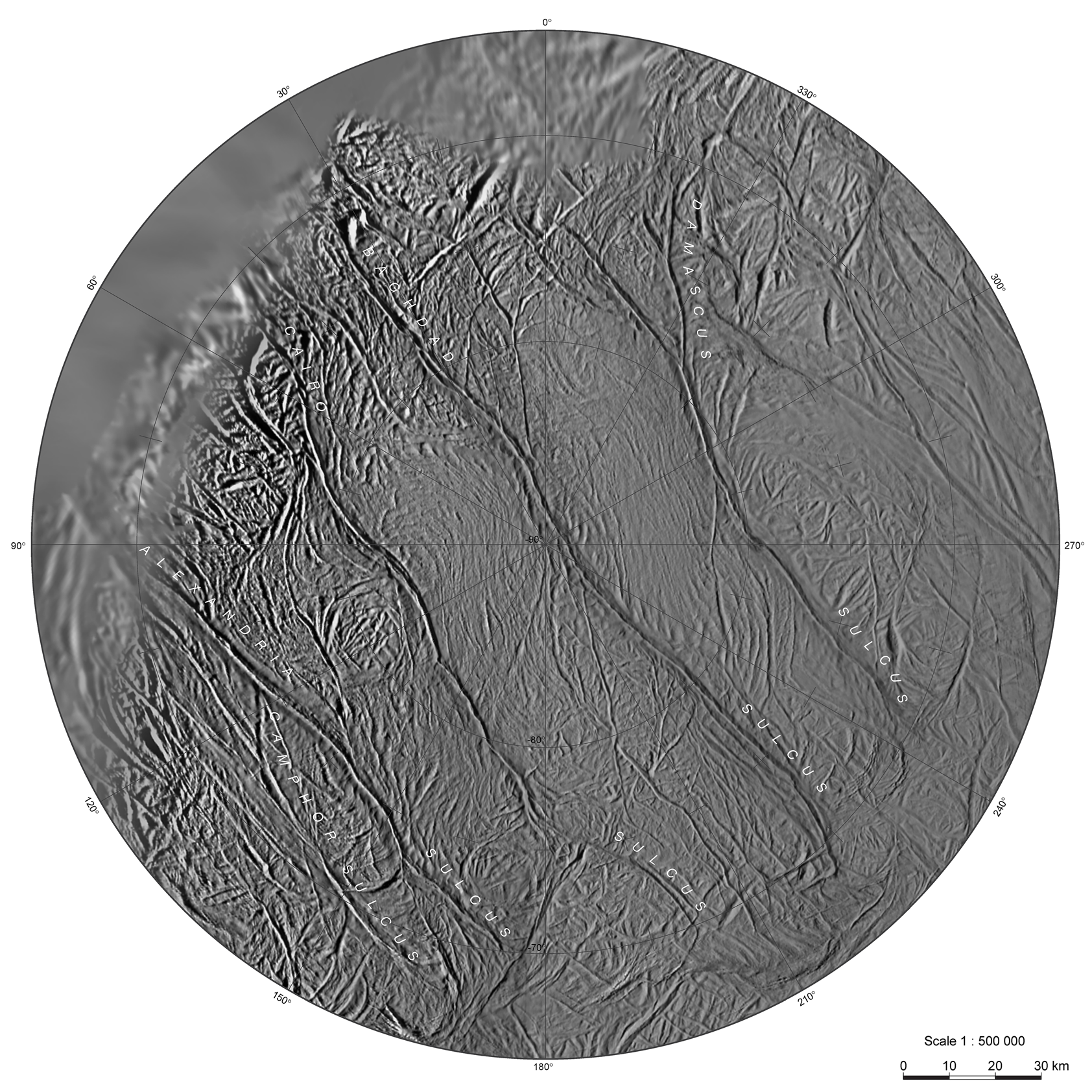
Mapa del pol sud de «ratlles de tigre» a Encèlad

Quatre grans satèl·lits interiors de Saturn orbiten a l'anell E juntament amb tres petites llunes del grup dels Alciònides.
- Mimas és el més petit i menys massiu dels satèl·lits interiors,[45] encara que té prou massa per a alterar l'òrbita de Metone.[46] Té una forma d'ovoide, lleugerament aplanada als pols i més ampla a l'equador (sobre els 20 km) per efecte de la gravetat de Saturn.[47] Mimas té un cràter d'impacte d'un terç del seu diàmetre, el cràter Herschel, d'uns 130 km de diàmetre.[48] El satèl·lit no presenta evidència d'activitat geològica ni passada ni present, i la seva superfície està dominada per cràters d'impacte. L'única característica tectònica coneguda són uns quants canals lineals i arquejats, formats possiblement quan Mimas rebé l'impacte que produí el cràter Herschel.[48]
- Encèlad és el segon satèl·lit de forma esfèrica més petit de Saturn, té un diàmetre de 504 km. És l'objecte més petit geològicament actiu del sistema solar. La seva superfície presenta zones molt crateritzades i d'altres amb un aspecte molt llis. El 2005, la sonda Cassini descobrí al pol sud d'Encèlad la presència de profundes fissures paral·leles, d'uns 130 km de llargada que s'han anomenat ratlles de tigre.[49][50] La temperatura al nivell de les ratlles arriba als 180 K, bastant més càlida que la resta del satèl·lit. La sonda també observà la presència de guèisers de partícules fines gelades, l'origen dels quals coincideix amb els punts més calents de les ratlles de tigre.[49][50] La matèria ejectada alimenta l'anell F, i és una font important, si no dominant de la magnetosfera de Saturn.[51] La font d'energia d'aquesta activitat podria estar lligada a la ressonància orbital 2:1 amb Dione.[50] Encèlad podria contenir aigua líquida sota la superfície del pol sud.[52] La presència de gel pur a la superfície d'Encèlad el fa l'objecte conegut més brillant del sistema solar—la seva albedo geomètrica és més del 140%.[52]
- Tetis, amb 1.066 km de diàmetre, és el cinquè satèl·lit més gros de Saturn i el tercer en grandària dels interiors.[45] Una de les característiques més importants n'és un gran cràter d'impacte de 400 km de diàmetre anomenat Odysseus, i un gran sistema de canyons anomenat Ithaca Chasma, pràcticament concèntric amb el cràter i que s'estén 270° al voltant del satèl·lit.[48] Sembla que Tetis no presenta activitat geològica. La major part de la seva superfície està constituïda per un terreny muntanyós i crateritzat, excepte l'hemisferi oposat al cràter Odisseus, que és més suau i aparentment més jove.[48]Hi ha un sistema de canals que sorgeixen del cràter Odisseus.[48] La densitat de Tetis (0,97 g/cm³) és menor que la de l'aigua; això indica que el satèl·lit està constituït principalment per aigua gelada amb petites fraccions rocoses.[53]
- Dione és el segon satèl·lit interior de Saturn en grandària. Té una densitat major que Rea, el satèl·lit interior més gran, però menor que l'actiu Encèlad.[47] Tot i que la major part de la superfície de Dione està molt crateritzada amb terreny vell, la seva superfície està coberta d'una extensa xarxa de canals i alineaments, que indiquen una activitat tectònica global en el passat.[54] Els canals i els alineaments són prominents en l'hemisferi posterior, on alguns conjunts de fractures conformen el que s'anomena en anglès wispy terrain ('terreny suau').[54] Les planes crateritzades presenten alguns grans cràters d'impacte que poden tenir 250 km de diàmetre.[48] També hi ha algunes planes suaus amb pocs impactes.[55] Probablement sorgides relativament tard en la història geològica de Dione. S'han identificat unes estranyes depressions que semblen cràters d'impacte oblongs en dues zones dins aquestes planes suaus, totes dues amb en el centre d'una xarxa de fissures i canals radials,[55] és possible que d'origen criovolcànic. Les mesures de la sonda Cassini mostren que Dione és una font de plasma de la magnetosfera de Saturn, la qual cosa indica que podria ser geològicament actiu en l'actualitat, tot i que en una escala molt inferior a Encèlad.[55]

### Satèl·lits alciònides
Les alciònides són un grup de tres satèl·lits, Metone, Antea i Pal·lene, que orbiten Saturn entre Mimas i Encèlad. Tenen un diàmetre menor als 5 km.
Les imatges de la sonda Cassini mostren arcs molt fins que s'estenen davant i darrere de l'òrbita de Metone i Ante. Aquests arcs podrien estar compostos de materials arrencats per impactes de micrometeorits i confinats en una estreta regió de l'òrbita dels dos satèl·lits per la ressonància amb Mimas.

### Satèl·lits troians
Els satèl·lits troians són una característica única del sistema de Saturn. Un cos troià orbita entre els punts de Lagrange L4 i L5 al d'un objecte molt més gran, com un satèl·lit gran o un planeta. Tetis té dos satèl·lits troians, Telest (davanter) i Calipso (cuer), i Dione també en té dos, Helena (davanter) i Pòl·lux (cuer). Helena és amb molta diferència el satèl·lit troià més gros, mentre Pòl·lux és el més petit i té l'òrbita més caòtica. Aquests satèl·lits estan recoberts de material polsós que ha suavitzat les seves superfícies.

### Grans satèl·lits exteriors
Aquests satèl·lits orbiten més enllà de l'anell E:
- Rea és la segona lluna més grossa de Saturn.[47] El 2005, la sonda Cassini detectà una reducció d'electrons en el plasma del deixant de Rea, que es forma quan el satèl·lit absorbeix el plasma de la magnetosfera de Saturn.[24] Aquesta reducció s'ha suggerit que fos causada per la presència de partícules concentrades de la mida de la pols en uns pocs anells equatorials tènues.[24] Aquest tipus de sistema d'anells faria de Rea l'únic satèl·lit del sistema solar amb anells.[24] Això no obstant, observacions posteriors des de diferents angles dutes a terme per la sonda Cassini no han trobat cap prova de la presència dels anells.[58] La superfície de Rea està força crateritzada,[48] amb l'excepció d'unes poques grans fractures semblants als wispy terrains de Dione en l'hemisferi davanter[59] i una línia de material molt tènue a l'equador que podria haver estat dipositada per material desorbitat dels anells.[60] Rea també té dos grans plataformes d'impacte en el seu hemisferi anti-Saturn, que tenen uns 400 i 500 km de diàmetre.[59] El primer cràter, Tirawa, és aproximadament comparable a la plataforma de l'Odysseus de Tetis.[48] També hi ha un cràter d'impacte anomenat Inktomi[61][nota 1] a 112° oest, que és notori per l'extens sistema de raigs brillants,[62] que pot ser un dels cràters més joves dels satèl·lits interiors de Saturn.[59] No hi ha cap prova d'activitat endogènica a la superfície de Rea.[59]

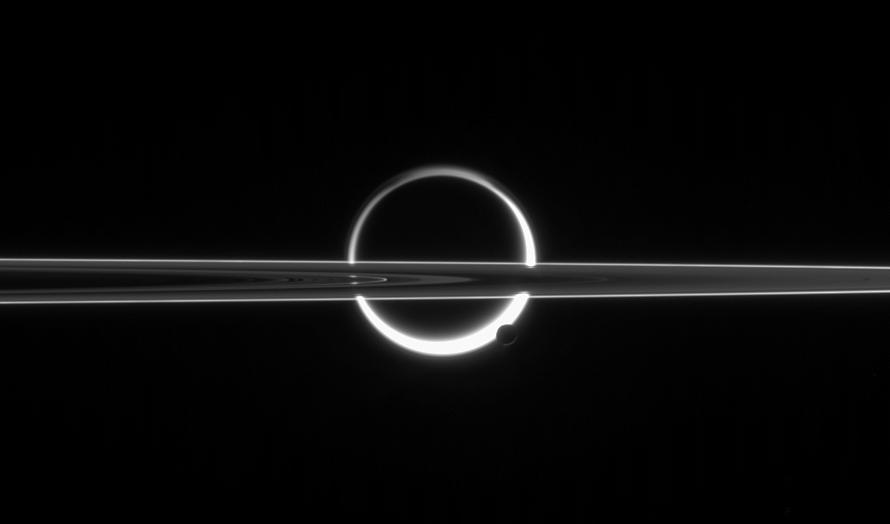
Vista de Tità eclipsant el Sol

- Tità, amb 5.151 km de diàmetre, és el segon satèl·lit més gros del sistema solar.[63][45] Tità és l'únic satèl·lit amb una densa i freda atmosfera (pressió superficial d'1,5 atm), constituïda principalment de nitrogen amb una petita porció de metà.[64] La densa atmosfera produeix freqüentment núvols convectius blancs i brillants, especialment sobre la regió polar.[64] La superfície de Tità, difícil d'observar a causa de la persistent boirina, mostra pocs cràters d'impacte i probablement és molt recent.[64] El 6 de juny de 2013, científics de l'IAA-CSIC van informar de la detecció d'hidrocarburs aromàtics policíclics a l'atmosfera superior de Tità.[65] El 23 de juny de 2014, la NASA va afirmar tenir proves sòlides que el nitrogen de l'atmosfera de Tità provenia de materials del núvol d'Oort, associats amb cometes, i no dels materials que van formar Saturn en èpoques anteriors.[66] La superfície de Tità, que és difícil d'observar a causa de la persistent boirina atmosfèrica, només mostra uns quants cràters d'impacte i probablement és molt jove.[64] Conté un patró de regions fosques i clares, canals de flux i possiblement criovolcans.[64][67] Algunes regions fosques estan cobertes per camps de dunes longitudinals d'aigua o hidrocarburs formats per vents de marea.[68] Tità és l'únic satèl·lit amb grans cossos de líquids en la seva superfície, en forma de llacs d'età en les regions polars.[69] El llac més gran, el Kraken Mare, és més gran que el mar Caspi.[70] De la mateixa manera que Europa i Ganimedes, es pensa que Tità té un oceà sota de la superfície format d'aigua barrejada amb amoníac, que pot esclatar a la superfície del satèl·lit i conduir al criovolcanisme.[67] El 2 de juliol de 2014, la NASA va informar que l'oceà dins de Tità podria ser "tan salat com el Mar Mort de la Terra".[71][72]
- Hiperió és el satèl·lit més proper a Tità en el sistema de Saturn. Els dos satèl·lits tenen ressonància orbital 4:3, la qual cosa significa que mentre Tità fa quatre voltes al voltant de Saturn, Hiperió en fa exactament tres.[45] Hiperió té un diàmetre d'uns 270 km, cosa que el fa més petit i lleuger que Mimas.[73] Té una forma extremadament irregular, i una coloració de la superfície gelada molt particular, que fa que sembli una esponja, cosa que fa pensar que el seu interior també podria ser parcialment porós.[73] La densitat mitjana, d'uns 0,55 g/cm³,[73] indica que la porositat excedeix el 40%, fins i tot assumint que la seva composició és purament gel. La superfície d'Hiperió està coberta per nombrosos cràters d'impacte —especialment abundants els de diàmetre entre 2-10 km.[73] Es tracta de l'únic satèl·lit a més dels petits satèl·lits de Plutó que se sap que tenen una rotació caòtica, la qual cosa fa que no n'estiguin ben definits els pols ni l'equador. Mentre que en escales de temps curtes el satèl·lit gira aproximadament al voltant del seu eix major a una velocitat de 72-75° per dia, a escales de temps més majors l'eix de rotació (vector de gir) es mou caòticament en cel.[73] Cosa que fa que el comportament de la rotació d'Hiperió sigui pràcticament impredictible.[74]

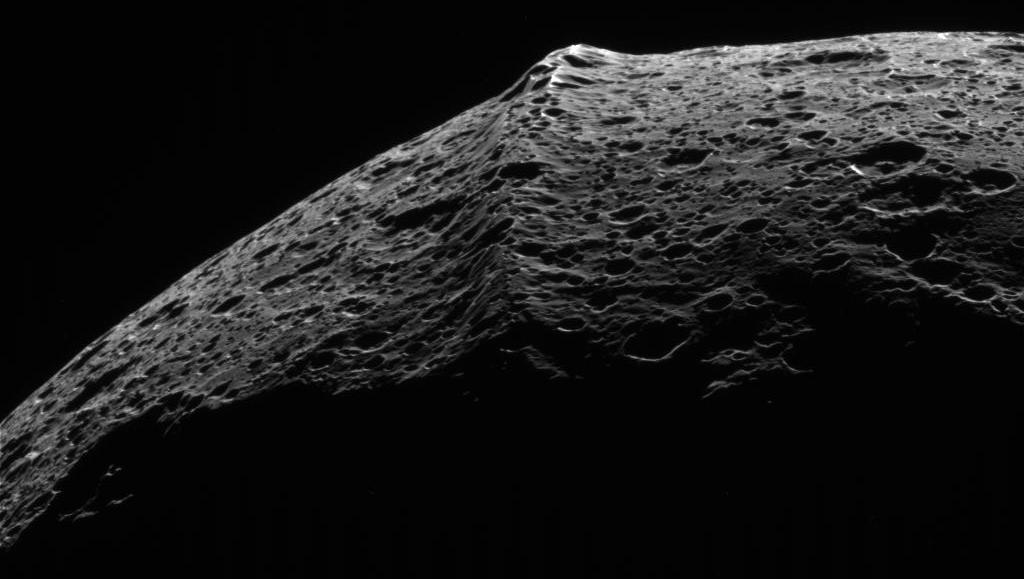
Cresta equatorial a Jàpet

- Jàpet és el tercer satèl·lit més gros de Saturn.[47] Orbita el planeta a 3,5 milions de km; és el satèl·lit més distant dels grans satèl·lits de Saturn, i també té la inclinació orbital més gran a 14,72 graus.[75] Jàpet es coneix per la seva inusual superfície en dos tons; l'hemisferi davanter és negre com la nit i el posterior és quasi tan blanc com la neu.[76] Les fotografies de la sonda Cassini mostren que el material fosc està confinat en una gran àrea equatorial en l'hemisferi davanter anomenada Cassini Regio, la qual s'estén aproximadament entre els 40°N i els 40°S.[76] Les regions polars de Jàpet són tan brillants com el seu hemisferi davanter. La sonda Cassini també descobrí una cresta equatorial alta, d'uns 20 km, que s'estén per pràcticament tot l'equador.[76] Per altra part, les dues cares de Jàpet són velles i altament crateritzades. Les imatges de la sonda revelaren almenys quatre grans plataformes d'impacte amb diàmetres des dels 380 fins als 550 km i nombrosos cràters d'impacte més petits.[76] No hi ha cap prova d'activitat endogènica.[76] El 2009, es trobà una possible prova de l'origen del material fosc que cobreix part de Jàpet, quan el telescopi espacial Spitzer de la Nasa descobrí un disc vast i pràcticament invisible al voltant de Saturn, just dins l'òrbita del satèl·lit Febe —l'anell de Febe.[77] Els científics pensen que el disc s'originà de la pols i les partícules de gel despreses pels impactes sobre Febe. Com que les partícules del disc, com el mateix Febe, orbiten en direcció oposada a Jàpet, Jàpet col·lideix amb aquestes i les deriva en direcció a Saturn, enfosquint el seu hemisferi davanter una mica.[77] Una vegada s'establí la diferència en albedo i, per tant, en la temperatura mitjana, entre les dues regions de Jàpet, es produeix un procés d'escapament termal de sublimació des de les regions més càlides i un procés de deposició del vapor d'aigua en les regions més fredes. Jàpet presenta l'aparença de dos tons com a resultat del contrast entre la lluentor de les àrees cobertes de gel i les fosques amb el residu deixat després de la pèrdua de la superfície gelada.[78][79]

### Satèl·lits irregulars

Diagrama il·lustratiu de les òrbites dels satèl·lits irregulars de Saturn. La posició de cada satèl·lit representa: *el semieix major de l'òrbita sobre l'eix horitzontal en milions de km. *la inclinació sobre l'eix vertical. Els satèl·lits per sota de l'eix horitzontal (i>90) són retrògrads. *la mida del cercle indica la mida relativa del satèl·lit. Les barres horitzontals indiquen l'excentricitat de les òrbites des del periàpside a l'apoàpside, és a dir, les variacions de la distància del satèl·lit respecte de Saturn. La il·lustració mostra els tres grups: el grup inuit a dalt, el grup gal just a sota i el grup nòrdic per sota de l'eix horitzontal

Els satèl·lits irregulars són petits satèl·lits amb radis grans, inclinats i freqüentment amb òrbita retrògrada; es pensa que podrien haver patit un procés de captura. Sovint apareixen com a famílies de col·lisió o grups. La mida exacta, així com l'albedo no són conegudes amb certesa, ja que els satèl·lits són molt petits com per a resoldre's amb el telescopi, encara que s'assumeix una albedo bastant baixa —al voltant del 6% (albedo de Febe) o menor. Els satèl·lits irregulars no tenen generalment trets visibles i l'espectre està dominat per l'infraroig per bandes d'absorció. Tenen un color neutre o moderadament vermell —similar als asteroides de tipus C, tipus P, o Tipus D, ja que són molt menys vermells que els objectes del cinturó de Kuiper.

#### Satèl·lits del grup inuit
El grup inuit té cinc satèl·lits exteriors prògrads prou similars en les seves distàncies al planeta (186-297 radis de Saturn), inclinacions orbitals (45-50°) i colors que es poden considerar com un grup. Els satèl·lits són: Ijiraq, Kiviuq, Paaliaq, Siarnaq, i Tarqeq. El més gran n'és Siarnaq, amb una mida estimada de 40 km.

#### Satèl·lits del grup gal
El grup gal està format per quatre satèl·lits exteriors prògrades prou similars en les seves distàncies al planeta (207-302 radis de Saturn), les seves inclinacions orbitals (35-40°) i el seu color, i poden considerar-se un grup. Els satèl·lits són: Albiorix, Bebhionn, Erriapus, i Tarvos. Tarvos és el satèl·lit de Saturn més distant amb una òrbita prògrada. El satèl·lit més gros és Albiorix amb una mida estimada de 32 km.

#### Satèl·lits del grup nòrdic
El grup nòrdic o grup de Febe està format per 29 satèl·lits exteriors retrògrads. Són: Aegir, Bergelmir, Bestla, Farbauti, Fenrir, Fornjot, Greip, Hati, Hyrrokkin, Jarnsaxa, Kari, Loge, Mundilfari, Narvi, Febe, Skathi, Skoll, Surtur, Suttungr, Thrymr, Ymir, S/2004 S 7, S/2004 S 12, S/2004 S 13, S/2004 S 17, S/2006 S 1, S/2006 S 3, S/2007 S 2, and S/2007 S 3. Després de Febe, Ymir és el més gros dels satèl·lits retrògrads irregulars, amb un diàmetre estimat de tan sols 18 km. El grup nòrdic podria consistir en alguns petits subgrups.
- Febe és, de molt, el satèl·lit irregular més gros de Saturn, amb 214 km de diàmetre.[28] Té una òrbita retrògrada i gira sobre el seu eix cada 9,3 hores.[80] Febe fou el primer satèl·lit de Saturn a ser estudiat en detall per la sonda Cassini, al juny de 2004; la sonda pogué mapejar quasi el 90% de la superfície del satèl·lit. Febe té una forma quasi esfèrica i una densitat relativament alta d'uns 1,6 g/cm³.[28] Les imatges de la sonda Cassini revelaren una superfície fosca amb nombrosos impactes —hi ha sobre 130 cràters amb diàmetres que excedeixen els 10 km. Mesuraments espectroscòpics mostren que la superfície està composta d'aigua gelada, diòxid de carboni, fil·losilicats i minerals orgànics i possiblement amb contingut de ferro.[28] Es pensa que Febe podria ser un objecte capturat del cinturó de Kuiper o un centaure.[28] També serveix com a font de materials per a l'anell més gran conegut de Saturn, que enfosqueix l'hemisferi davanter de Jàpet.[77]

## Llista

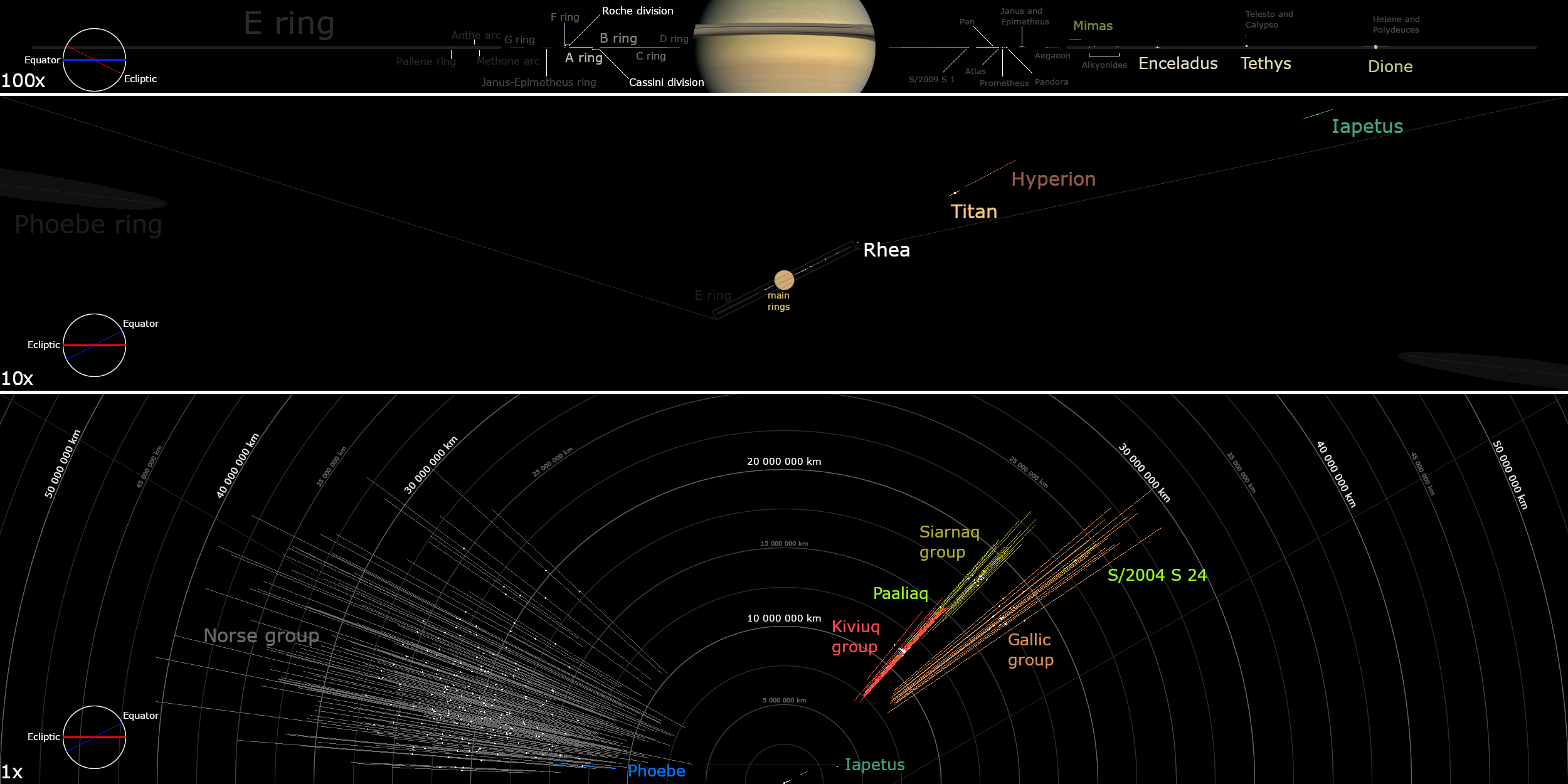
Diagrama orbital de la inclinació orbital i les distàncies orbitals dels anells i el sistema lunar de Saturn a diverses escales. Els satèl·lits, els grups de satèl·lits i els anells notables s'etiqueten individualment. Obriu la imatge per obtenir una resolució completa.

### Confirmats
Els satèl·lits de Saturn s'enumeren aquí per període orbital (o semieix major), del més curt al més llarg. Els satèl·lits prou massius perquè les seves superfícies s'hagin col·lapsat en un esferoide es destaquen en negreta i es marquen amb un fons blau, mentre que els satèl·lits irregulars s'enumeren en fons vermell, taronja, verd i gris. Les òrbites i les distàncies mitjanes de les llunes irregulars són fortament variables en escales de temps curtes a causa de freqüents pertorbacions planetàries i solars, per tant, els elements orbitals llistats de la majoria de llunes irregulars es fan una mitjana d'una integració numèrica de 300 anys pel Jet Propulsion Laboratory. En cas contrari, els satèl·lits irregulars descoberts recentment sense elements propis publicats s'enumeren temporalment aquí amb elements orbitals osculadors inexactes que estan en cursiva per distingir-los d'altres satèl·lits irregulars amb elements orbitals adequats. Els seus elements orbitals es basen tots en l'època de l'1 de gener de 2000.
| Clau   | Clau                           | Clau                       | Clau         | Clau       | Clau          | Clau                                     |
| ------ | ------------------------------ | -------------------------- | ------------ | ---------- | ------------- | ---------------------------------------- |
| ♠ Tità | † Altres satèl·lits arrodonits | Petits satèl·lits regulars | ♦ Grup inuit | ♣ Grup gal | ‡ Grup nòrdic | § Satèl·lits irregulars prògrads atípics |

| Etiqueta | Nom                 | Imatge | Magn. abs. | Diàmetre (km)                   | Massa (×1015 kg) | Semieix major (km) | Període orbital (d) | Inclinació (°) | Excentricitat | Posició                                   | Any de descoberta | Any anunciat | Descobridor        |
| -------- | ------------------- | --- | ---------- | ------------------------------- | ---------------- | ------------------ | ------------------- | -------------- | ------------- | ----------------------------------------- | ----------------- | ------------ | ------------------ |
| Q !      | S/2009 S 1          | | —          | 0.30                            | < 0,00000001     | ≈ 117.000          | ≈ 0,47150           | ≈ 0,000        | ≈ 0,0000      | Anell B exterior                          | 2009              | 2009         | Cassini            |
| A !      | (Satèl·lits menors) | Una imatge sorollosa que mostra uns quants punts brillants marcats per cercles | —          | 0.04-0.4                        | < 0,00000002     | ≈ 130.000          | ≈ 0,55              | ≈ 0.000        | ≈ 0.0000      | Tres bandes de 1.000 km dins de l'anell A | 2006              | —            | Cassini            |
| XVIII    | Pan                 | Un cos de forma irregular amb una cresta equatorial prominent. S'il·lumina des de la part inferior dreta. | 9.1        | 28.2 (34 × 31 × 20)             | 5.0              | 133.584            | +0,57505            | 0.000          | 0.0000        | a la divisió d'Encke                      | 1990              | 1990         | Showalter          |
| XXXV     | Dafnis              | Un cos petit i de forma irregular allargat des de la part inferior esquerra fins a la part superior dreta. S'il·lumina des de la part inferior esquerra. | 12.0       | 7.6 (8.6 × 8.2 × 6.4)           | 0.077            | 136.505            | +0,59408            | 0.004          | 0.0000        | a la bretxa de Keeler                     | 2005              | 2005         | Cassini            |
| XV       | Atles               | An irregularly shaped body is fully illuminated. The body, which looks like a cone viewed from the south pole, is elongated downward. | 10.7       | 30.2 (41 × 35 × 19)             | 6.6              | 137.670            | +0,60169            | 0.003          | 0.0012        | pastor exterior de l'Anell A              | 1980              | 1980         | Voyager 1          |
| XVI      | Prometeu            | An irregularly shaped oblong body is fully illuminated. It is elongated in the direction from the top left to bottom left. Its surface is covered by craters. | 6.5        | 86.2 (136 × 79 × 59)            | 159.5            | 139.380            | +0,61299            | 0.008          | 0.0022        | pastor interior de l'anell F              | 1980              | 1980         | Voyager 1          |
| XVII     | Pandora             | An irregularly shaped body is half illuminated from the bottom. The terminator runs from the left to right. The surface is covered by numerous craters. | 6.6        | 81.4 (104 × 81 × 64)            | 137.1            | 141.720            | +0,62850            | 0.050          | 0.0042        | pastor exterior de l'anell F              | 1980              | 1980         | Voyager 1          |
| XI       | Epimeteu            | A partially-illuminated irregular body, which has a shape remotely resembling a cube. The body's surface consists of ridges and valleys and is covered by craters. | 5.6        | 116.2 (130 × 114 × 106)         | 526.6            | 151.422            | +0,69433            | 0.335          | 0.0098        | coorbital amb Janus                       | 1966              | 1967         | Fountain & Larson  |
| X        | Janus               | An irregular body, whose outline looks like an approximate circle in this image. It is illuminated from the bottom-left. The terminator runs from the top-left to bottom-right. The surface is covered by craters. | 4.7        | 179.0 (203 × 185 × 153)         | 1.897,5          | 151.472            | +0,69466            | 0.165          | 0.0068        | coorbital amb Epimeteu                    | 1966              | 1967         | Dollfus            |
| LIII     | Egeó                | Image of Aegaeon by Cassini. | 18.7       | 0.66 (1.4 × 0.5 × 0.4)          | ≈ 0,000073       | 167.500            | +0,80812            | 0.001          | 0.0004        | satèl·lit petit de l'anell G              | 2008              | 2009         | Cassini            |
| I        | †Mimas              | A spherical body is half illuminated from the left. The terminator runs from the top to bottom in the vicinity of the right limb. A large crater with a central peak sits on the terminator slightly to the right and above the center of the body. It makes the body look like the Death Star. There are numerous smaller craters. | 2.7        | 396.4 (416 × 393 × 381)         | 37.493           | 185.404            | +0,94242            | 1.566          | 0.0202        |                                           | 1789              | 1789         | Herschel           |
| XXXII    | Metone              | A smooth, featureless ellipsoidal object illuminated from the top right, distinctly looking like an egg. | 13.8       | 2.9 (3.9 × 2.6 × 2.4)           | ≈ 0,0063         | 194.440            | +1,00957            | 0.007          | 0.0001        | Alciònides                                | 2004              | 2004         | Cassini            |
| XLIX     | Antea               | A blurry ellipsoidal object in the center of the image | 14.8       | 1.8                             | ≈ 0,00026        | 197.700            | +1,05089            | 0.100          | 0.0011        | Alciònides                                | 2007              | 2007         | Cassini            |
| XXXIII   | Pal·lene            | A small, half-illuminated ellipsoidal object in front of Saturn as a backdrop | 12.9       | 4.4 (5.8 × 4.2 × 3.7)           | ≈ 0,023          | 212.280            | +1,15375            | 0.181          | 0.0040        | Alciònides                                | 2004              | 2004         | Cassini            |
| II       | †Encèlad            | | 1.8        | 504.2 (513 × 503 × 497)         | 108.022          | 237.950            | +1,37022            | 0.010          | 0.0047        | Genera l'anell E                          | 1789              | 1789         | Herschel           |
| III      | †Tetis              | | 0.3        | 1062.2 (1077 × 1057 × 1053)     | 617.449          | 294.619            | +1,88780            | 0.168          | 0.0001        |                                           | 1684              | 1684         | Cassini            |
| XIV      | Calipso             | An oblong body is seen in this low resolution image. | 8.7        | 21.4 (30 × 23 × 14)             | ≈ 2,5            | 294.619            | +1,88780            | 1.473          | 0.0010        | troià posterior de Tetis (L5)             | 1980              | 1980         | Pascu et al.       |
| XIII     | Telest              | An oblong object with a few large craters and a smooth surface | 8.7        | 24.8 (33 × 24 × 20)             | ≈ 4,0            | 294.619            | +1,88780            | 1.158          | 0.0010        | Troià principal de Tetis (LL4)            | 1980              | 1980         | Smith et al.       |
| XXXIV    | Pòl·lux             | A small oblong body is barely resolved in this image. | 13.5       | 2.6 (3.0 × 2.4 × 1.0)           | ≈ 0,0038         | 377.396            | +2,73692            | 0.177          | 0.0192        | troià posterior de Tetis (L5)             | 2004              | 2004         | Cassini            |
| IV       | †Dione              | | 0.4        | 1122.8 (1128 × 1123 × 1119)     | 1.095.452        | 377.396            | +2,73692            | 0.002          | 0.0022        |                                           | 1684              | 1684         | Cassini            |
| XII      | Helena              | An irregularly shaped body illuminated from the left. Its surface is covered by numerous impact craters. | 7.3        | 35.2 (43 × 38 × 26)             | ≈ 7,2            | 377.396            | +2,73692            | 0.199          | 0.0022        | Troià principal de Dione (L4)             | 1980              | 1980         | Laques & Lecacheux |
| V        | †Rea                | | –0.2       | 1527.6 (1530 × 1526 × 1525)     | 2.306.518        | 527.108            | +4,51821            | 0.327          | 0.0013        |                                           | 1672              | 1673         | Cassini            |
| VI       | ♠Tità               | | –1.3       | 5149.46 (5.149 × 5.149 × 5.150) | 134.520.000      | 1.221.930          | +15,9454            | 0.349          | 0.0288        |                                           | 1655              | 1656         | Huygens            |
| VII      | Hiperió             | An irregularly shaped oblong body is illuminated from the left. The terminator is near the right limb. The body is elongated in the top-bottom direction. The surface is punctured by numerous impact craters, which make it look like a sponge or cheese.                                                                          | 4.8        | 270.0 (360 × 266 × 205)         | 5.619,9          | 1.481.010          | +21,2766            | 0.568          | 0.1230        | en ressonància 4:3 amb Tità               | 1848              | 1848         | Bond & Lassell     |
| VIII     | †Jàpet              | | 1.7        | 1468.6 (1491 × 1491 × 1424)     | 1.805.635        | 3.560.820          | +79,3215            | 15.47          | 0.0286        |                                           | 1671              | 1673         | Cassini            |
| XXIV     | ♦Kiviuq             | | 12.6       | ≈ 17                            | ≈ 2,1            | 11.111.000         | +449,13             | 48.9           | 0.182         | Grup inuit (Kiviuq)                       | 2000              | 2000         | Gladman et al.     |
| XXII     | ♦Ijiraq             | | 13.2       | ≈ 13                            | ≈ 0,90           | 11.124.000         | +451,46             | 49.2           | 0.353         | Grup inuit (Kiviuq)                       | 2000              | 2000         | Gladman et al.     |
| R !      | ♦S/2019 S 1         | | 15.3       | ≈ 5                             | ≈ 0,014          | 11.221.100         | +445,60             | 46.7           | 0.541         | Grup inuit (Kiviuq)                       | 2019              | 2021         | Ashton et al.      |
| IX       | ‡Febe               | Un cos aproximadament esfèric ple de cràters s'il·lumina des de la part inferior dreta. El terminador corre prop de les extremitats esquerra i superior. Hi ha un cràter enorme a la part superior, que afecta la forma, i un altre una mica més petit a la part inferior.                                                          | 6.7        | 213.0 (219 × 217 × 204)         | 8.292,0          | 12.929.400         | −550,30             | 175.2          | 0.164         | Grup nòrdic (Febe)                        | 1898              | 1899         | Pickering          |
| XX       | ♦Paaliaq            | | 11.9       | ≈ 25                            | ≈ 5,6            | 14.997.300         | +687,08             | 47.1           | 0.384         | Grup inuit (Paaliaq)                      | 2000              | 2000         | Gladman et al.     |
| XXVII    | ‡Skathi             | | 14.4       | ≈ 8                             | ≈ 0,27           | 15.575.100         | −728,10             | 149.7          | 0.265         | Grup nòrdic                               | 2000              | 2000         | Gladman et al.     |
| O !      | ‡S/2007 S 2         | | 15.6       | ≈ 4                             | ≈ 0,034          | 15.939.700         | −754,90             | 175.6          | 0.232         | Grup nòrdic                               | 2007              | 2007         | Sheppard et al.    |
| K !      | ‡S/2004 S 37        | | 15.9       | ≈ 4                             | ≈ 0,034          | 15.940.500         | −754,47             | 159.3          | 0.446         | Grup nòrdic                               | 2004              | 2019         | Sheppard et al.    |
| XXVI     | ♣Albiorix           | | 11.2       | 28.6                            | ≈ 12,2           | 16.329.100         | +783,49             | 38.9           | 0.470         | Grup gal                                  | 2000              | 2000         | Holman             |
| XXXVII   | ♣Bebhionn           | | 15.0       | ≈ 6                             | ≈ 0,11           | 17.028.900         | +834,94             | 37.4           | 0.482         | Grup gal                                  | 2004              | 2005         | Sheppard et al.    |
| LX       | ♣S/2004 S 29        | | 15.8       | ≈ 4                             | ≈ 0,034          | 17.063.900         | +837,78             | 38.6           | 0.485         | Grup gal                                  | 2004              | 2019         | Sheppard et al.    |
| I !      | ♦S/2004 S 31        | | 15.6       | ≈ 4                             | ≈ 0,034          | 17.495.400         | +866,23             | 48.3           | 0.202         | Grup inuit (Siarnaq)                      | 2004              | 2019         | Sheppard et al.    |
| XXVIII   | ♣Erriapus           | | 13.7       | ≈ 10                            | ≈ 0,52           | 17.507.200         | +871,10             | 38.7           | 0.462         | Grup gal                                  | 2000              | 2000         | Gladman et al.     |
| XLVII    | ‡Skoll              | | 15.4       | ≈ 5                             | ≈ 0,11           | 17.625.700         | −878,44             | 158.4          | 0.470         | Grup nòrdic                               | 2006              | 2006         | Sheppard et al.    |
| LII      | ♦Tarqeq             | | 14.8       | ≈ 6.5                           | ≈ 0,18           | 17.748.200         | +884,98             | 49.7           | 0.119         | Grup inuit (Siarnaq)                      | 2007              | 2007         | Sheppard et al.    |
| XXIX     | ♦Siarnaq            | | 10.6       | 39.3                            | ≈ 31,8           | 17.880.800         | +895,87             | 48.2           | 0.311         | Grup inuit (Siarnaq)                      | 2000              | 2000         | Gladman et al.     |
| XXI      | ♣Tarvos             | | 12.9       | ≈ 15                            | ≈ 1,8            | 18.215.100         | +926,37             | 38.6           | 0.528         | Grup gal                                  | 2000              | 2000         | Gladman et al.     |
| XLIV     | ‡Hyrrokkin          | | 14.3       | ≈ 8                             | ≈ 0,27           | 18.342.600         | −931,89             | 150.3          | 0.331         | Grup nòrdic                               | 2004              | 2005         | Sheppard et al.    |
| LI       | ‡Greip              | | 15.4       | ≈ 5                             | ≈ 0,11           | 18.424.000         | −936,9              | 174.3          | 0.317         | Grup nòrdic                               | 2006              | 2006         | Sheppard et al.    |
| D !      | ‡S/2004 S 13        | | 16.3       | ≈ 3                             | ≈ 0,014          | 18.455.800         | −942,59             | 168.9          | 0.266         | Grup nòrdic                               | 2004              | 2005         | Sheppard et al.    |
| XXV      | ‡Mundilfari         | | 14.5       | ≈ 7                             | ≈ 0,18           | 18.590.300         | −952,95             | 168.4          | 0.210         | Grup nòrdic                               | 2000              | 2000         | Gladman et al.     |
| M !      | ‡S/2006 S 1         | | 15.6       | ≈ 5                             | ≈ 0,065          | 18.745.600         | −964,15             | 155.2          | 0.105         | Grup nòrdic                               | 2006              | 2006         | Sheppard et al.    |
| LIV      | ‡Gridr              | | 15.7       | ≈ 4                             | ≈ 0,034          | 19.250.700         | −1.004,75           | 163.9          | 0.187         | Grup nòrdic                               | 2004              | 2019         | Sheppard et al.    |
| XXXVIII  | ‡Bergelmir          | | 15.2       | ≈ 6                             | ≈ 0,11           | 19.269.100         | −1.005,58           | 158.7          | 0.144         | Grup nòrdic                               | 2004              | 2005         | Sheppard et al.    |
| L        | ‡Jarnsaxa           | | 15.6       | ≈ 6                             | ≈ 0,11           | 19.279.700         | −1.006,92           | 163.0          | 0.219         | Grup nòrdic                               | 2006              | 2006         | Sheppard et al.    |
| XXXI     | ‡Narvi              | | 14.5       | ≈ 7                             | ≈ 0,18           | 19.286.500         | −1.003,84           | 143.7          | 0.449         | Grup nòrdic                               | 2003              | 2003         | Sheppard et al.    |
| XXIII    | ‡Suttungr           | | 14.6       | ≈ 7                             | ≈ 0,18           | 19.391.700         | −1.016,71           | 175.0          | 0.116         | Grup nòrdic                               | 2000              | 2000         | Gladman et al.     |
| E !      | ‡S/2004 S 17        | | 16.0       | ≈ 3                             | ≈ 0,014          | 19.408.100         | −1.017,49           | 167.9          | 0.179         | Grup nòrdic                               | 2004              | 2005         | Sheppard et al.    |
| P !      | ‡S/2007 S 3         | | 15.7       | ≈ 5                             | ≈ 0,065          | 19.513.700         | −1.026,35           | 175.6          | 0.162         | Grup nòrdic                               | 2007              | 2007         | Sheppard et al.    |
| XLIII    | ‡Hati               | | 15.4       | ≈ 6                             | ≈ 0,11           | 19.697.100         | −1.040,29           | 164.1          | 0.375         | Grup nòrdic                               | 2004              | 2005         | Sheppard et al.    |
| C !      | ‡S/2004 S 12        | | 15.9       | ≈ 4                             | ≈ 0,034          | 19.770.700         | −1.046,13           | 163.0          | 0.325         | Grup nòrdic                               | 2004              | 2005         | Sheppard et al.    |
| LIX      | ‡Eggther            | | 15.4       | ≈ 4                             | ≈ 0,034          | 19.844.700         | −1.052,33           | 165.0          | 0.157         | Grup nòrdic                               | 2004              | 2019         | Sheppard et al.    |
| XL       | ‡Farbauti           | | 15.8       | ≈ 5                             | ≈ 0,065          | 20.292.500         | −1.087,29           | 157.7          | 0.248         | Grup nòrdic                               | 2004              | 2005         | Sheppard et al.    |
| XXX      | ‡Thrymr             | | 14.3       | ≈ 8                             | ≈ 0,18           | 20.326.500         | −1.091,84           | 174.8          | 0.467         | Grup nòrdic                               | 2000              | 2000         | Gladman et al.     |
| XXXIX    | ‡Bestla             | | 14.6       | ≈ 7                             | ≈ 0,18           | 20.337.900         | −1.087,46           | 136.3          | 0.461         | Grup nòrdic                               | 2004              | 2005         | Sheppard et al.    |
| B !      | ‡S/2004 S 7         | | 15.6       | ≈ 5                             | ≈ 0,065          | 20.435.200         | −1.100,04           | 163.3          | 0.462         | Grup nòrdic                               | 2004              | 2005         | Sheppard et al.    |
| LV       | ‡Angrboda           | | 16.1       | ≈ 3                             | ≈ 0,014          | 20.591.000         | −1.114,05           | 177.4          | 0.216         | Grup nòrdic                               | 2004              | 2019         | Sheppard et al.    |
| XXXVI    | ‡Aegir              | | 15.5       | ≈ 6                             | ≈ 0,11           | 20.664.600         | −1.119,33           | 166.9          | 0.255         | Grup nòrdic                               | 2004              | 2005         | Sheppard et al.    |
| LXI      | ‡Beli               | | 16.1       | ≈ 4                             | ≈ 0,014          | 20.703.800         | −1.121,76           | 158.9          | 0.087         | Grup nòrdic                               | 2004              | 2019         | Sheppard et al.    |
| LVII     | ‡Gerd               | | 15.7       | ≈ 4                             | ≈ 0,014          | 20.947.500         | −1.142,97           | 174.4          | 0.517         | Grup nòrdic                               | 2004              | 2019         | Sheppard et al.    |
| LXII     | ‡Gunnlod            | | 15.5       | ≈ 4                             | ≈ 0,034          | 21.141.900         | −1.157,98           | 160.4          | 0.251         | Grup nòrdic                               | 2004              | 2019         | Sheppard et al.    |
| N !      | ‡S/2006 S 3         | | 15.5       | ≈ 5                             | ≈ 0,065          | 21.352.700         | −1.174,74           | 157.3          | 0.443         | Grup nòrdic                               | 2006              | 2006         | Sheppard et al.    |
| LVI      | ‡Skrymir            | | 15.6       | ≈ 4                             | ≈ 0,034          | 21.448.000         | −1.185,15           | 175.6          | 0.437         | Grup nòrdic                               | 2004              | 2019         | Sheppard et al.    |
| H !      | ‡S/2004 S 28        | | 15.8       | ≈ 4                             | ≈ 0,034          | 21.867.800         | −1.220,84           | 169.4          | 0.160         | Grup nòrdic                               | 2004              | 2019         | Sheppard et al.    |
| LXV      | ‡Alvaldi            | | 15.5       | ≈ 4                             | ≈ 0,034          | 21.995.600         | −1.232,19           | 177.4          | 0.238         | Grup nòrdic                               | 2004              | 2019         | Sheppard et al.    |
| XLV      | ‡Kari               | | 14.5       | ≈ 7                             | ≈ 0,18           | 22.029.700         | −1.231,01           | 153.0          | 0.482         | Grup nòrdic                               | 2006              | 2006         | Sheppard et al.    |
| LXVI     | ‡Geirrod            | | 15.8       | ≈ 4                             | ≈ 0,034          | 22.259.500         | −1.251,14           | 154.4          | 0.539         | Grup nòrdic                               | 2004              | 2019         | Sheppard et al.    |
| XLI      | ‡Fenrir             | | 15.9       | ≈ 4                             | ≈ 0,034          | 22.331.800         | −1.260,25           | 164.3          | 0.136         | Grup nòrdic                               | 2004              | 2005         | Sheppard et al.    |
| XLVIII   | ‡Surtur             | | 15.8       | ≈ 6                             | ≈ 0,11           | 22.753.800         | −1.296,49           | 168.3          | 0.449         | Grup nòrdic                               | 2006              | 2006         | Sheppard et al.    |
| XLVI     | ‡Loge               | | 15.3       | ≈ 6                             | ≈ 0,11           | 22.918.300         | −1.311,83           | 166.9          | 0.192         | Grup nòrdic                               | 2006              | 2006         | Sheppard et al.    |
| XIX      | ‡Ymir               | | 12.3       | ≈ 19                            | ≈ 3,1            | 22.957.100         | −1.315,16           | 173.1          | 0.337         | Grup nòrdic                               | 2000              | 2000         | Gladman et al.     |
| L !      | ‡S/2004 S 39        | | 16.3       | ≈ 2                             | ≈ 0,0042         | 23.195.400         | −1.336,16           | 167.1          | 0.102         | Grup nòrdic                               | 2004              | 2019         | Sheppard et al.    |
| G !      | §S/2004 S 24        | | 16.0       | ≈ 3                             | ≈ 0,014          | 23.339.900         | +1.341,25           | 36.5           | 0.072         | Grup gal?                                 | 2004              | 2019         | Sheppard et al.    |
| J !      | ‡S/2004 S 36        | | 16.1       | ≈ 3                             | ≈ 0,014          | 23.433.600         | −1.353,23           | 152.5          | 0.617         | Grup nòrdic                               | 2004              | 2019         | Sheppard et al.    |
| LXIII    | ‡Thiazzi            | | 15.9       | ≈ 4                             | ≈ 0,034          | 23.764.800         | −1.366,68           | 158.8          | 0.511         | Grup nòrdic                               | 2004              | 2019         | Sheppard et al.    |
| F !      | ‡S/2004 S 21        | | 16.3       | ≈ 3                             | ≈ 0,014          | 23.810.400         | −1.367,32           | 155.0          | 0.409         | Grup nòrdic                               | 2004              | 2019         | Sheppard et al.    |
| LXIV     | ‡S/2004 S 34        | | 16.1       | ≈ 3                             | ≈ 0,014          | 24.145.500         | −1.420,77           | 168.3          | 0.279         | Grup nòrdic                               | 2004              | 2019         | Sheppard et al.    |
| XLII     | ‡Fornjot            | | 15.1       | ≈ 6                             | ≈ 0,11           | 24.937.300         | −1.494,03           | 169.5          | 0.214         | Grup nòrdic                               | 2004              | 2005         | Sheppard et al.    |
| LVIII    | ‡S/2004 S 26        | | 15.7       | ≈ 4                             | ≈ 0,034          | 26.097.100         | −1.603,95           | 172.9          | 0.148         | Grup nòrdic                               | 2004              | 2019         | Sheppard et al.    |
| S !      | ♦S/2020 S 1         | | 15.9       | ≈ 4                             | ≈ 0,034          | 11.339.600         | +450,83             | 47.0           | 0.462         | Grup inuit (Kiviuq)                       | 2020              | 2023         | Ashton et al.      |
| T !      | ‡S/2006 S 9         | | 16.5       | ≈ 3                             | ≈ 0,014          | 14.453.000         | −648,71             | 174.1          | 0.268         | Grup nòrdic                               | 2006              | 2023         | Sheppard et al.    |
| U !      | ‡S/2007 S 5         | | 16.2       | ≈ 4                             | ≈ 0,034          | 15.899.500         | −748,50             | 160.3          | 0.116         | Grup nòrdic                               | 2007              | 2023         | Sheppard et al.    |
| V !      | ‡S/2004 S 40        | | 16.3       | ≈ 4                             | ≈ 0,034          | 16.145.300         | −765,92             | 169.8          | 0.317         | Grup nòrdic                               | 2004              | 2023         | Sheppard et al.    |
| W !      | ‡S/2019 S 2         | | 16.5       | ≈ 3                             | ≈ 0,014          | 16.568.400         | −796,22             | 176.1          | 0.265         | Grup nòrdic                               | 2019              | 2023         | Ashton et al.      |
| X !      | ‡S/2019 S 3         | | 16.2       | ≈ 4                             | ≈ 0,034          | 17.125.000         | −836,68             | 164.2          | 0.247         | Grup nòrdic                               | 2019              | 2023         | Ashton et al.      |
| Y !      | ‡S/2020 S 2         | | 16.9       | ≈ 3                             | ≈ 0,014          | 18.071.600         | −907,00             | 173.2          | 0.116         | Grup nòrdic                               | 2020              | 2023         | Ashton et al.      |
| Z !      | ♦S/2020 S 3         | | 16.4       | ≈ 4                             | ≈ 0,034          | 17.929.800         | +896,35             | 47.1           | 0.038         | Grup inuit (Siarnaq)                      | 2020              | 2023         | Ashton et al.      |
| Za !     | ‡S/2019 S 4         | | 16.5       | ≈ 3                             | ≈ 0,014          | 17.957.200         | −898,40             | 169.5          | 0.450         | Grup nòrdic                               | 2019              | 2023         | Ashton et al.      |
| Zb !     | ‡S/2004 S 41        | | 16.3       | ≈ 4                             | ≈ 0,034          | 17.921.900         | −895,76             | 168.3          | 0.295         | Grup nòrdic                               | 2004              | 2023         | Sheppard et al.    |
| Zc !     | ♦S/2020 S 4         | | 17.0       | ≈ 3                             | ≈ 0,014          | 18.115.900         | +910,34             | 43.4           | 0.389         | Grup inuit (Siarnaq)                      | 2020              | 2023         | Ashton et al.      |
| Zc !     | ♦S/2020 S 5         | | 16.6       | ≈ 3                             | ≈ 0,014          | 18.422.200         | +933,52             | 49.4           | 0.135         | Grup inuit (Siarnaq)                      | 2020              | 2023         | Ashton et al.      |
| Ze !     | ‡S/2007 S 6         | | 16.4       | ≈ 4                             | ≈ 0,034          | 18.563.700         | −944,31             | 165.8          | 0.172         | Grup nòrdic                               | 2007              | 2023         | Sheppard et al.    |
| Zf !     | ‡S/2004 S 42        | | 16.1       | ≈ 4                             | ≈ 0,034          | 18.119.500         | −910,61             | 165.8          | 0.157         | Grup nòrdic                               | 2004              | 2023         | Sheppard et al.    |
| Zg !     | ‡S/2006 S 10        | | 16.4       | ≈ 4                             | ≈ 0,034          | 18.837.300         | −965,26             | 161.5          | 0.154         | Grup nòrdic                               | 2006              | 2023         | Sheppard et al.    |
| Zh !     | ‡S/2019 S 5         | | 16.6       | ≈ 3                             | ≈ 0,014          | 18.919.000         | −971,54             | 155.6          | 0.183         | Grup nòrdic                               | 2019              | 2023         | Ashton et al.      |
| Zi !     | ‡S/2004 S 43        | | 16.3       | ≈ 4                             | ≈ 0,034          | 18.918.200         | −971,48             | 172.0          | 0.390         | Grup nòrdic                               | 2004              | 2023         | Sheppard et al.    |
| Zj !     | ‡S/2004 S 44        | | 15.8       | ≈ 4                             | ≈ 0,034          | 19.478.800         | −1.014,98           | 169.0          | 0.129         | Grup nòrdic                               | 2004              | 2023         | Sheppard et al.    |
| Zk !     | ‡S/2004 S 45        | | 16.0       | ≈ 4                             | ≈ 0,034          | 20.037.400         | −1.058,95           | 150.1          | 0.464         | Grup nòrdic                               | 2004              | 2023         | Sheppard et al.    |
| Zl !     | ‡S/2006 S 11        | | 16.5       | ≈ 3                             | ≈ 0,014          | 19.523.200         | −1.018,45           | 172.0          | 0.137         | Grup nòrdic                               | 2004              | 2023         | Sheppard et al.    |
| Zm !     | §S/2006 S 12        | | 16.2       | ≈ 4                             | ≈ 0,034          | 19.837.600         | +1.043,16           | 39.0           | 0.485         | Grup gal?                                 | 2006              | 2023         | Sheppard et al.    |
| Zn !     | §S/2019 S 6         | | 16.1       | ≈ 4                             | ≈ 0,034          | 19.996.100         | +1.055,68           | 46.3           | 0.193         | Grup inuit?                               | 2019              | 2023         | Ashton et al.      |
| Zo !     | ‡S/2006 S 13        | | 16.1       | ≈ 4                             | ≈ 0,034          | 20.072.600         | −1.061,74           | 164.8          | 0.273         | Grup nòrdic                               | 2006              | 2023         | Sheppard et al.    |
| Zp !     | ‡S/2019 S 7         | | 16.3       | ≈ 4                             | ≈ 0,034          | 20.475.400         | −1.093,86           | 172.9          | 0.247         | Grup nòrdic                               | 2019              | 2023         | Ashton et al.      |
| Zq !     | ‡S/2019 S 8         | | 16.3       | ≈ 4                             | ≈ 0,034          | 20.309.500         | −1.080,60           | 173.9          | 0.301         | Grup nòrdic                               | 2019              | 2023         | Ashton et al.      |
| Zr !     | ‡S/2019 S 9         | | 16.3       | ≈ 4                             | ≈ 0,034          | 20.605.100         | −1.104,27           | 161.7          | 0.345         | Grup nòrdic                               | 2019              | 2023         | Ashton et al.      |
| Zs !     | ‡S/2004 S 46        | | 16.4       | ≈ 4                             | ≈ 0,034          | 20.213.900         | −1.072,97           | 176.0          | 0.229         | Grup nòrdic                               | 2004              | 2023         | Sheppard et al.    |
| Zt !     | ‡S/2019 S 10        | | 16.7       | ≈ 3                             | ≈ 0,014          | 20.918.200         | −1.129,53           | 161.2          | 0.268         | Grup nòrdic                               | 2019              | 2023         | Ashton et al.      |
| Zu !     | ‡S/2004 S 47        | | 16.3       | ≈ 4                             | ≈ 0,034          | 16.001.242         | −755,69             | 159.7          | 0.286         | Grup nòrdic                               | 2004              | 2023         | Sheppard et al.    |
| Zv !     | ‡S/2019 S 11        | | 16.2       | ≈ 4                             | ≈ 0,034          | 20.518.700         | −1.097,33           | 150.6          | 0.577         | Grup nòrdic                               | 2019              | 2023         | Ashton et al.      |
| Zw !     | ‡S/2006 S 14        | | 16.5       | ≈ 3                             | ≈ 0,014          | 19.837.600         | −1.150,64           | 164.4          | 0.056         | Grup nòrdic                               | 2006              | 2023         | Sheppard et al.    |
| Zx !     | ‡S/2019 S 12        | | 16.3       | ≈ 4                             | ≈ 0,034          | 20.928.900         | −1.130,40           | 166.9          | 0.534         | Grup nòrdic                               | 2019              | 2023         | Ashton et al.      |
| Zy !     | ‡S/2020 S 6         | | 16.6       | ≈ 3                             | ≈ 0,014          | 21.159.200         | −1.149,11           | 169.3          | 0.428         | Grup nòrdic                               | 2020              | 2023         | Ashton et al.      |
| Zz !     | ‡S/2019 S 13        | | 16.7       | ≈ 3                             | ≈ 0,014          | 20.959.700         | −1.132,90           | 178.6          | 0.377         | Grup nòrdic                               | 2019              | 2023         | Ashton et al.      |
| Zza !    | ♦S/2005 S 4         | | 15.7       | ≈ 5                             | ≈ 0,11           | 11.302.600         | +448,63             | 52.5           | 0.177         | Grup inuit (Kiviuq)                       | 2005              | 2023         | Sheppard et al.    |
| Zzb !    | ‡S/2007 S 7         | | 16.2       | ≈ 4                             | ≈ 0,034          | 15.818.700         | −742,79             | 169.3          | 0.232         | Grup nòrdic                               | 2007              | 2023         | Sheppard et al.    |
| Zzc !    | ♣S/2007 S 8         | | 16.0       | ≈ 4                             | ≈ 0,034          | 16.991.800         | +826,94             | 37.8           | 0.535         | Grup gal                                  | 2007              | 2023         | Sheppard et al.    |
| Zzd !    | ‡S/2020 S 7         | | 16.8       | ≈ 3                             | ≈ 0,014          | 17.236.300         | −844,85             | 160.8          | 0.558         | Grup nòrdic                               | 2020              | 2023         | Ashton et al.      |
| Zze !    | ♦S/2019 S 14        | | 16.3       | ≈ 4                             | ≈ 0,034          | 18.005.000         | +902,00             | 50.1           | 0.072         | Grup inuit (Siarnaq)                      | 2019              | 2023         | Ashton et al.      |
| Zzf !    | ‡S/2019 S 15        | | 16.6       | ≈ 3                             | ≈ 0,014          | 21.246.200         | −1.156,21           | 157.6          | 0.254         | Grup nòrdic                               | 2019              | 2023         | Ashton et al.      |
| Zzg !    | ‡S/2005 S 5         | | 16.4       | ≈ 4                             | ≈ 0,034          | 21.030.100         | −1.138,62           | 172.5          | 0.510         | Grup nòrdic                               | 2005              | 2023         | Sheppard et al.    |
| Zzh !    | ‡S/2006 S 15        | | 16.2       | ≈ 4                             | ≈ 0,034          | 21.580.000         | −1.183,57           | 161.3          | 0.117         | Grup nòrdic                               | 2006              | 2023         | Sheppard et al.    |
| Zzi !    | ‡S/2006 S 16        | | 16.5       | ≈ 3                             | ≈ 0,014          | 21.988.900         | −1.217,36           | 165.2          | 0.228         | Grup nòrdic                               | 2006              | 2023         | Sheppard et al.    |
| Zzj !    | ‡S/2006 S 17        | | 16.0       | ≈ 4                             | ≈ 0,034          | 22.528.900         | −1.262,48           | 165.5          | 0.384         | Grup nòrdic                               | 2006              | 2023         | Sheppard et al.    |
| Zzk !    | ‡S/2004 S 48        | | 16.0       | ≈ 4                             | ≈ 0,034          | 22.362.500         | −1.248,52           | 159.9          | 0.416         | Grup nòrdic                               | 2004              | 2023         | Sheppard et al.    |
| Zzl !    | ‡S/2020 S 8         | | 16.4       | ≈ 4                             | ≈ 0,034          | 21.800.100         | −1.201,72           | 163.3          | 0.273         | Grup nòrdic                               | 2020              | 2023         | Ashton et al.      |
| Zzm !    | ‡S/2004 S 49        | | 16.0       | ≈ 4                             | ≈ 0,034          | 22.859.200         | −1.290,34           | 158.3          | 0.454         | Grup nòrdic                               | 2004              | 2023         | Sheppard et al.    |
| Zzn !    | ‡S/2004 S 50        | | 16.4       | ≈ 4                             | ≈ 0,034          | 22.010.000         | −1.219,11           | 164.8          | 0.377         | Grup nòrdic                               | 2004              | 2023         | Sheppard et al.    |
| Zzo !    | ‡S/2006 S 18        | | 16.1       | ≈ 4                             | ≈ 0,034          | 23.256.100         | −1.324,09           | 171.6          | 0.089         | Grup nòrdic                               | 2006              | 2023         | Sheppard et al.    |
| Zzp !    | ‡S/2019 S 16        | | 16.7       | ≈ 3                             | ≈ 0,014          | 23.677.600         | −1.360,26           | 160.7          | 0.243         | Grup nòrdic                               | 2019              | 2023         | Ashton et al.      |
| Zzq !    | ‡S/2019 S 17        | | 15.9       | ≈ 4                             | ≈ 0,034          | 23.233.300         | −1.322,15           | 156.3          | 0.430         | Grup nòrdic                               | 2019              | 2023         | Ashton et al.      |
| Zzr !    | ‡S/2019 S 18        | | 16.6       | ≈ 3                             | ≈ 0,014          | 23.555.400         | −1.349,74           | 148.4          | 0.487         | Grup nòrdic                               | 2019              | 2023         | Ashton et al.      |
| Zzs !    | ‡S/2019 S 19        | | 16.5       | ≈ 3                             | ≈ 0,014          | 23.472.000         | −1.342,57           | 146.8          | 0.372         | Grup nòrdic                               | 2019              | 2023         | Ashton et al.      |
| Zzt !    | ‡S/2019 S 20        | | 16.7       | ≈ 3                             | ≈ 0,014          | 23.483.700         | −1.343,58           | 156.2          | 0.294         | Grup nòrdic                               | 2019              | 2023         | Ashton et al.      |
| Zzu !    | ‡S/2006 S 19        | | 16.1       | ≈ 4                             | ≈ 0,034          | 23.262.900         | −1.324,68           | 174.1          | 0.575         | Grup nòrdic                               | 2006              | 2023         | Sheppard et al.    |
| Zzv !    | ‡S/2004 S 51        | | 16.1       | ≈ 4                             | ≈ 0,034          | 25.771.800         | −1.544,65           | 169.6          | 0.198         | Grup nòrdic                               | 2004              | 2023         | Sheppard et al.    |
| Zzw !    | ‡S/2020 S 9         | | 16.0       | ≈ 4                             | ≈ 0,034          | 26.000.200         | −1.565,23           | 161.1          | 0.521         | Grup nòrdic                               | 2020              | 2023         | Ashton et al.      |
| Zzx !    | ‡S/2004 S 52        | | 16.5       | ≈ 3                             | ≈ 0,014          | 26.091.500         | −1.573,49           | 162.9          | 0.290         | Grup nòrdic                               | 2004              | 2023         | Sheppard et al.    |
| Zzy !    | ‡S/2007 S 9         | | 16.1       | ≈ 4                             | ≈ 0,034          | 20.548.000         | −1.099,69           | 156.7          | 0.282         | Grup nòrdic                               | 2007              | 2023         | Sheppard et al.    |
| Zzz !    | ‡S/2004 S 53        | | 16.2       | ≈ 4                             | ≈ 0,034          | 23.764.100         | −1.367,72           | 161.0          | 0.226         | Grup nòrdic                               | 2004              | 2023         | Sheppard et al.    |
| Zzza !   | ‡S/2020 S 10        | | 16.9       | ≈ 3                             | ≈ 0,014          | 25.046.000         | −1.479,87           | 163.7          | 0.310         | Grup nòrdic                               | 2020              | 2023         | Ashton et al.      |
| Zzzb !   | ‡S/2019 S 21        | | 16.2       | ≈ 4                             | ≈ 0,034          | 26.075.800         | −1.572,06           | 171.5          | 0.125         | Grup nòrdic                               | 2019              | 2023         | Ashton et al.      |
| Zzzc !   | ‡S/2006 S 20        | | 15.7       | ≈ 5                             | ≈ 0,065          | 13.164.000         | −563,89             | 174.8          | 0.193         | Grup nòrdic (Febe)                        | 2006              | 2023         | Sheppard et al.    |

### Sense confirmar
Aquests satèl·lits de l'anell F enumerats a la taula següent (observats per Cassini) no s'han confirmat com a cossos sòlids. Encara no és clar si es tracta de satèl·lits reals o simplement grups persistents dins de l'anell F.
| Nom              | Imatge | Diàmetre (km) | Semieix major (km) | Període orbital (d) | Posició                                  | Any del descobriment | Status |
| ---------------- | --- | ------------- | ------------------ | ------------------- | ---------------------------------------- | -------------------- | --- |
| S/2004 S 3 i S 4 | | ≈ 3-5         | ≈ 140.300          | ≈ +0,619            | objectes incerts al voltant de l'anell F | 2004                 | No es van detectar en imatges exhaustives de la regió el novembre de 2004, cosa que va fer que la seva existència fos improbable. |
| S/2004 S 6       | Una banda estreta i brillant va de dalt a baix. A la seva dreta, a l'aureola difusa, hi ha un petit objecte brillant. | ≈ 3-5         | ≈ 140.130          | +0,61801            | objectes incerts al voltant de l'anell F | 2004                 | Detectat constantment l'any 2005, pot estar envoltat de pols fina i tenir un nucli físic molt petit                               |

## Satèl·lits hipotètics
Dos astrònoms han afirmat haver descobert dos satèl·lits al voltant de Saturn orbitant entre els satèl·lits Tità i Hiperió que mai més han estat trobats i, per això, se'ls suposa inexistents; tot i així, han format parts de catàlegs fins ben entrats els anys 60.
Aquests dos satèl·lits hipotètics són:
- Quiró, suposadament descobert per l'astrònom Hermann Goldschmidt el 1861.[85]
- Temis, suposadament descobert per l'astrònom William Pickering el 1905.

## Nota sobre els noms
Alguns asteroides comparteixen el nom amb alguna de les llunes de Saturn: (55) Pandora, (106) Dione, (577) Rea, (1809) Prometeu, (1810) Epimeteu, (4450) Pan.